# Битка при Арташат
Битката при Арташат (на арменски: Արտաշատ;на гръцки: Ἀρτάξατα) се е провела през 68 пр.н.е. между Римската република и Велика Армения. Римляните са водени от консула Луций Лукул, а арменците са водени от Тигран II, който бил дал убежище на Митридат VI. Въпреки че римляните са отново победители, изтощителната кампания и трудностите, които войските на Лукул търпели през годините в съчетание с липсата на печалби от плячкосване и фактът, че Митридат продължавал да им се изплъзва довежда до бунт в римската армия. Войниците отказват да продължат с битките, но се съгласяват да защитават завзети ключови позиции. Луккул бил отзован от Сената да се завърне в Рим, а на негово място като командващ войната на изток е пратен Гней Помпей.